# Барбаров (Мозырский район)
Барбаро́в (бел. Барбаро́ў) — агрогородок (до 2011 — деревня) в Мозырском районе Гомельской области Республики Беларусь. Административный центр Барбаровского сельсовета.
Рядом месторождение валунов.

## География

### Расположение
В 27 км на юго-восток от железнодорожной станции Михалки (на линии Калинковичи — Овруч), в 166 км от Гомеля.

### Гидрография
На реке Припять (приток реки Днепр). Рядом озеро Бергут.

## Транспортная сеть
Транспортные связи по автомобильной дороге Мозырь — Наровля. Пристань на реке Припять. Планировка состоит из прямолинейной, бессистемно застроенной улицы, ориентированной с юго-запада на северо-восток. Жилые дома усадебного типа.

## Этимология
По письменным источникам известна с 1432 года как маленькая деревня в составе Великого княжества Литовского под названием Бабичи. Переименование селения произошло в конце XVII века. Произошло это так: в 1674 году половина этого поселения была собственностью панны Барбары из рода Юдицких, которая слыла хорошей и доброй женщиной, помогала всем, кто к ней обращался. Поэтому после её смерти деревню стали называть Барбаров.

## История

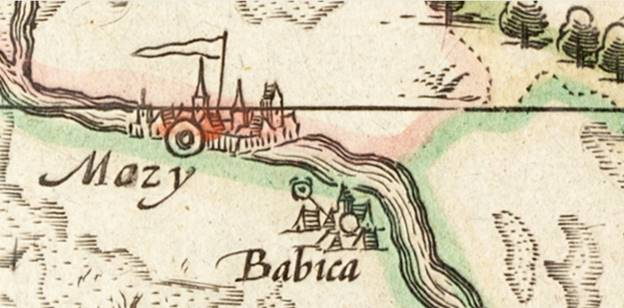
Babica на карте Великого Княжества Литовского 1613 г. (фрагмент).

В 1509 году село Бабичи подарено великим князем ВКЛ и королём польским Сигизмундом I Старым дворянину А. Б. Гаецкому. В сборнике документов Виленского учебного округа (т. 1, Вильно, 1867) упоминается под 1558 год. Обозначена на карте ВКЛ 1613 года. Сохранились документы 1761 года на церковный вклад Г. Аскерко. В Барбарове находились его усадьба и дворец. Описывая поселения Белорусского Полесья, А. Г. Киркор в издании «Живописная Россия» обозначил наличие в Барбарове руин большого замка с башнями, валами и рвами. Вместо обветшавшей в 1779 году построена новая деревянная на кирпичном фундаменте Успенская церковь (сгорела от удара молнии в 1896 году) и затем отстроена.
После 2-го раздела Речи Посполитой (1793 год) в составе Российской империи. В 1793 году поместье от Оскерков передано с 1396 года действительному тайному советнику Я. Сиверсу. В 1795 году городок, 85 дворов. С 1808 года по купчей имение и деревня перешли к Гольсту, потом во владении дворянина А. И. Горвата, который в 1833 году имел здесь 10 671 десятин земли, трактир, 4 водяные мельницы и паромную переправу. 

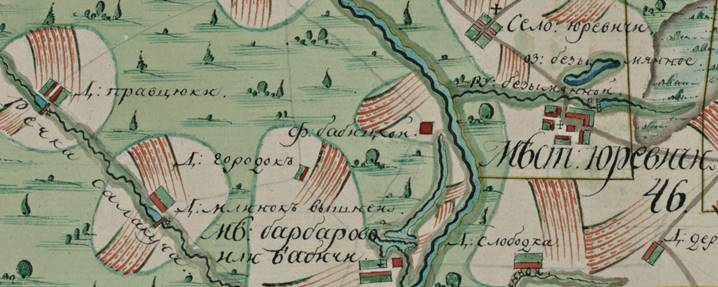
Местечко Барбаров или Бабичи на схематичном плане Речицкого повета 1800 г.

В 1821 году в поместье открыта школа для детей крестьян. Согласно ревизионных материалов 1834 г. Крестьяне часто жаловались на тяготы барщиной. В середине XIX века на берегу реки сформировалась усадьба — дворец (не сохранился), флигель и пейзажный парк (5 десятин). Имелась часовня. Значительная часть земель принадлежала Е. Л. Горвату. Древесина из соседних лесов сплавлялась в Украину. На Припяти была паромная переправа. В 1863 году открыта школа, которая размещалась в наёмном крестьянском доме, в начале 1920-х годов под школу передано национализированное здание. Через местечко проходили тракты из Михалок в Чернобыль и Хойники. 
Согласно переписи 1897 года — 108 дворов, 584 жителя, хлебозапасный магазин, 2 лавки. Рядом находились одноимённые фольварки (16 дворов, 82 жителя) и усадьба с винокурней. Кроме земледелия и сплава леса сельчане занимались бондарным промыслом. 
Со временем у местных крестьян усложнялись отношения с помещиком Горватом, земли которого граничили с их землями. После революции 1917 года, когда большевики объявили борьбу дворцам, местные жители ворвались в родовое имение и начали выносить всё, что можно было вынести. Разобрали усадьбу до основания. Память о ней сохранили только фотоснимки. 
У дворца была пристройка, в которой размещался зимний сад. Также дворец славился очень богатой библиотекой и художественно галереей, в которой хранились работы белорусских художников Ваньковича и Суходольского, а также работы Рембрандта и Рубенса. В настоящее время от всех построек осталась только одна — каретная, сейчас там находится местная школа. 
С 20 августа 1924 года центр Барбаровского сельсовета Наровлянского, с 25 декабря 1962 года Ельского, с 19 сентября 1963 года Мозырского районов Мозырского (до 26 июля 1934 года и с 21 июня 1935 года по 20 февраля 1938 года) округа, с 20 февраля 1938 года Полесской, с 8 января 1954 года Гомельской областей.
В апреле 1924 года на бывших помещичьих землях организован колхоз «Серп и молот», в 1930 году колхоз «Новый Барбаров», работали 2 кузницы. 

Во время Великой Отечественной войны в окрестностях действовал словацкий партизанский отряд. Деревню сожгли оккупанты. Освобождена 11 января 1944 года. В боях за деревню погибли 17 советских солдат (похоронены в братской могиле в центре), на фронте погибли 68 жителей. Согласно переписи 1959 г. 520 жителей. Центр колхоза «Серп и молот». В 2000 году колхоз преобразован в производственный участок государственного предприятия «Совхоз-комбинат «Заря».

Местечко на старых фотоснимках
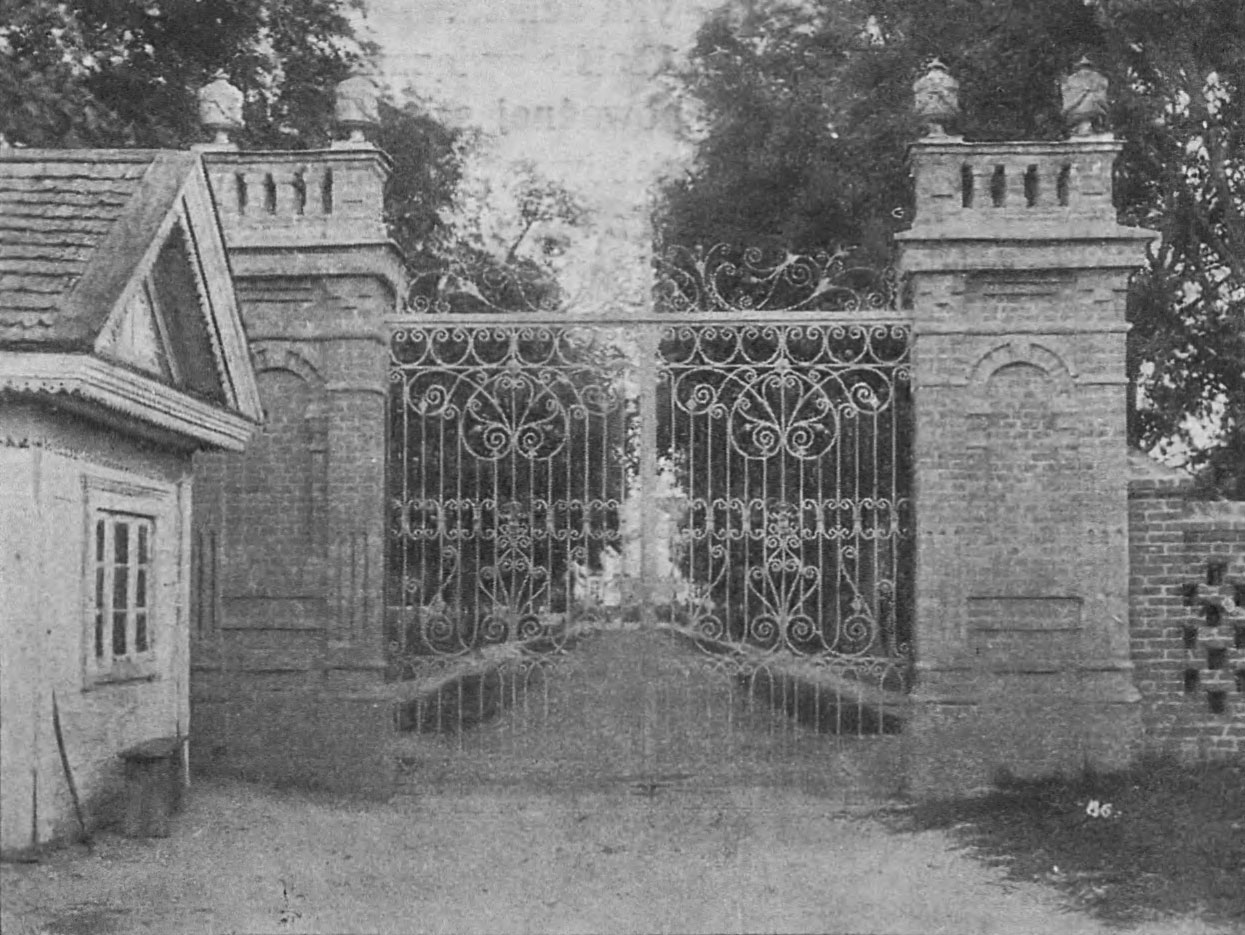
Усадьба, брама
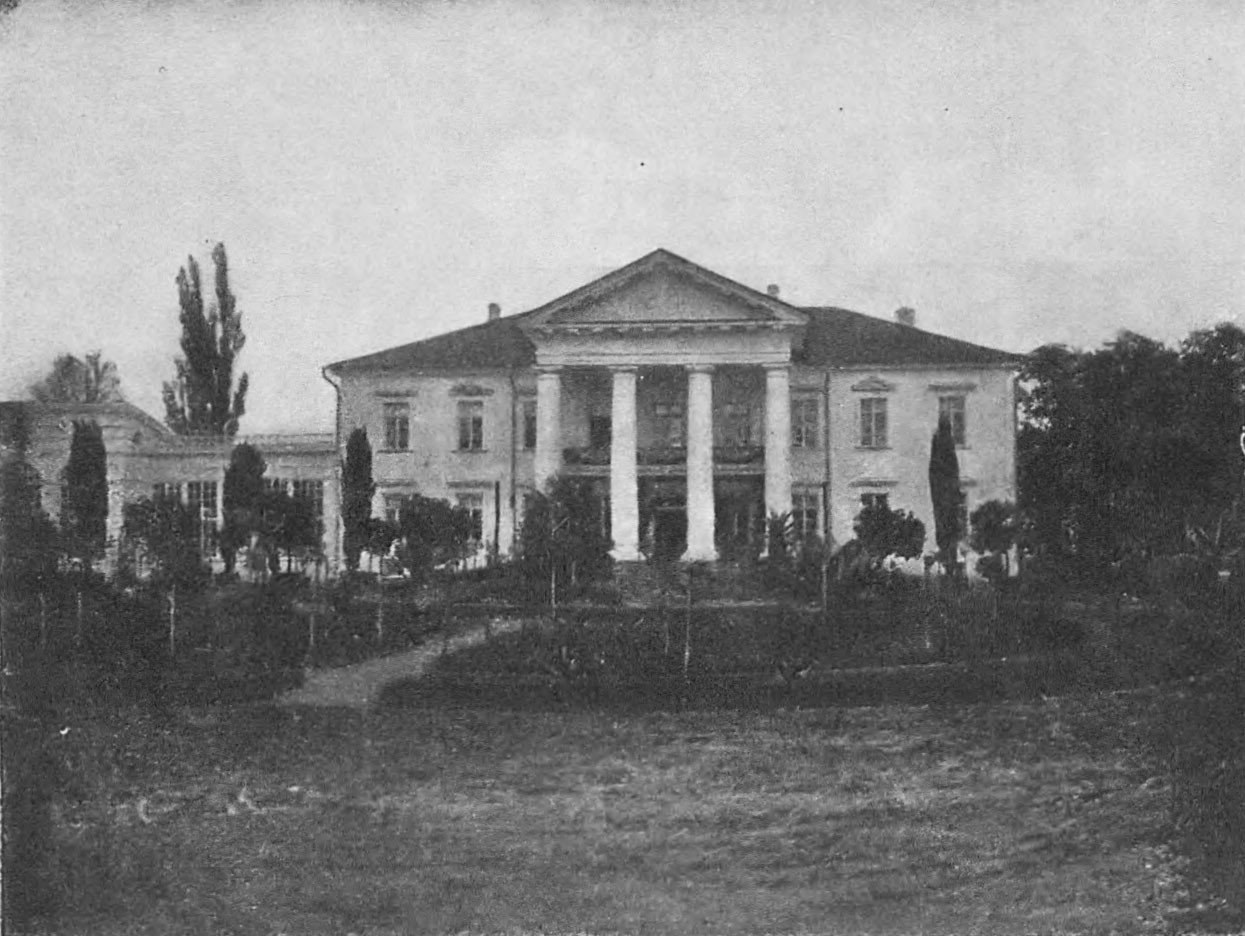
Дворец
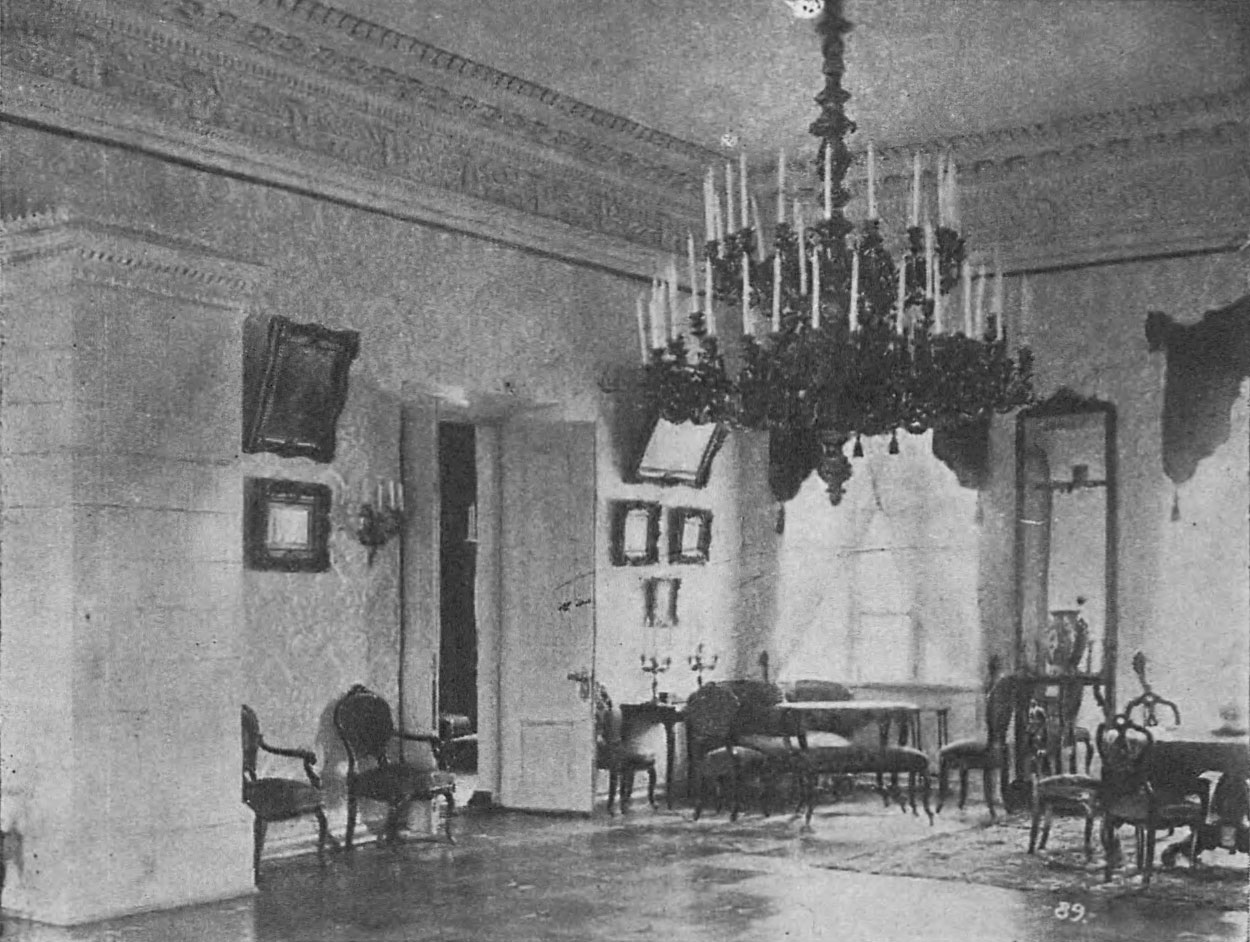
Дворец, интерьер

В 2011 году деревня Барбаров преобразована в агрогородок.

## Инфраструктура
На территории расположены: фельдшерско-акушерский пункт, ясли-сад, базовая школа, магазин, сельский Дом культуры, библиотека, отделение почтовой связи.

## Население

### Численность
- 2022 год — 245 жителей.

### Динамика
- 1795 год — 85 дворов.
- 1834 год — 91 двор.
- 1897 год — 108 дворов, 584 жителя; в фольварках 16 дворов, 82 жителя (согласно переписи).
- 1959 год — 520 жителей (согласно переписи).
- 2004 год — 102 хозяйства, 261 житель.
- 2022 год — 245 жителей.

## Культура
- Дом культуры
- Музей ГУО "Барбаровская базовая школа Мозырского района"

## Достопримечательность
- Парк (1840-е)
- Фрагменты усадебно-паркового комплекса Горваттов (XIX в.) —  Историко-культурная ценность Республики Беларусь, шифр 313Г000518
  - Фигель, ул. Ленинская, 84 (инв. №330/С-8595)
  - Парк
  - Мостик
  - Въездные ворота, ул. Мацепуро М.Е.

### Утраченное наследие
- Каплица католическая (XIX в., католическая)
- Дворец Горваттов (XIX в.)
- Церковь Успения Пресвятой Богородицы (1779, греко-католическая)

## Известные уроженцы
- Михаил Ефремович Мацепуро (1908-1972) — белорусский учёный, академик НАН БССР, ВАСХНИЛ, Академии сельскохозяйственных наук БССР, доктор технических наук, профессор, заслуженный деятель науки и техники БССР, лауреат Ленинской премии и Государственной премии СССР. Его имя носит одна из деревенских улиц[4].
- Николай Макарович Петренко (1919-1997)[5] — композитор, заслуженный учитель БССР